# Taktaköz

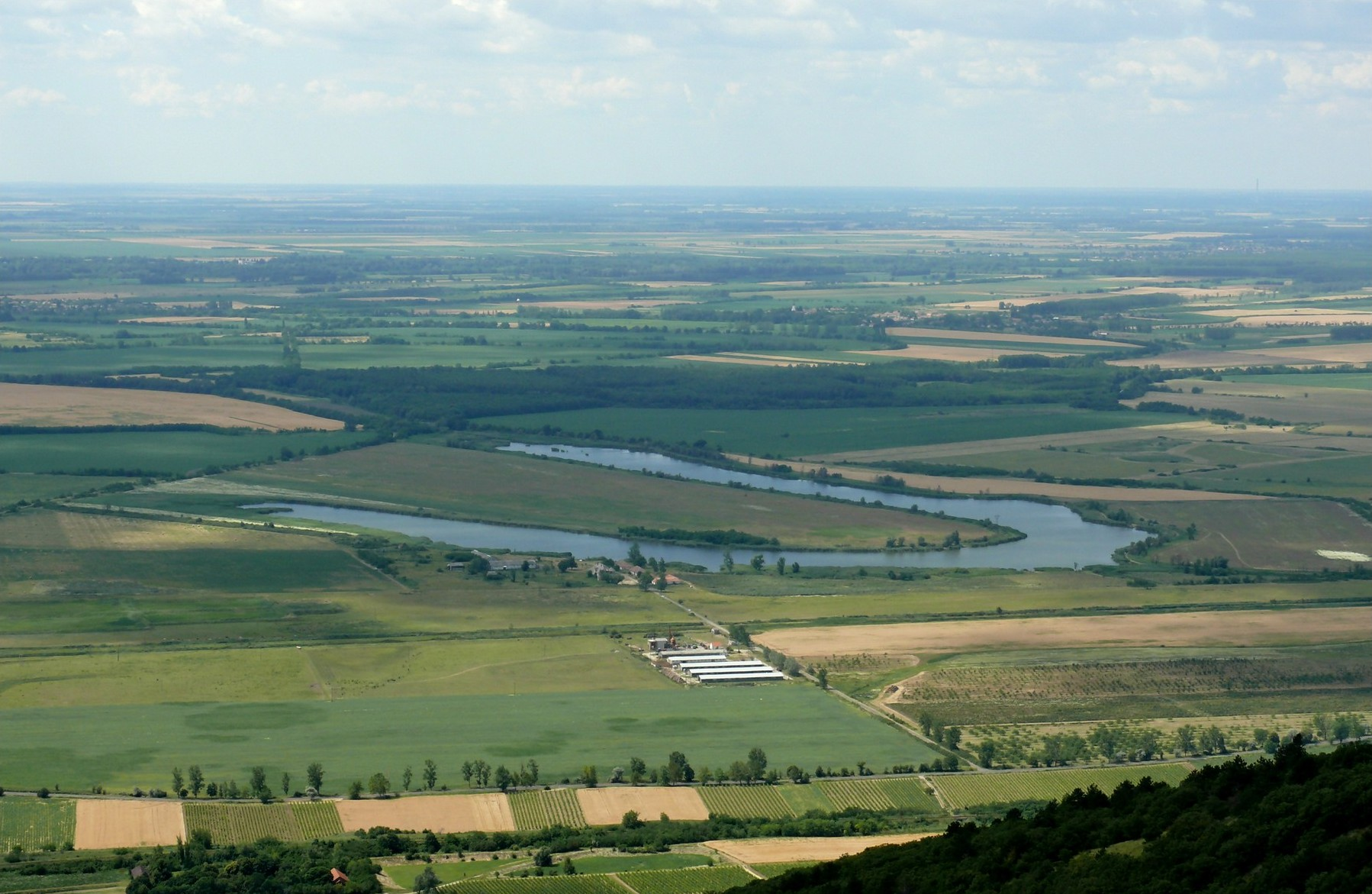
Holtág Tarcal és Tokaj között

A Taktaköz az Alföld közvetlenül az Északi-középhegység alatt fekvő kistája, amely a Tiszából Tokaj alatt kiszakadó, ma már elmocsarasodott és Szerencstől a tiszaluci torkolatig csatornává alakított Takta folyó, valamint a Tisza között fekvő terület. Ma Borsod-Abaúj-Zemplén vármegye területéhez tartozik.
A Taktaközt körülvevő tájegységek: Zempléni-hegyvidék, Rétköz, Nyírség és a Hortobágy. Fontosabb települései: Taktaharkány, Taktakenéz, Tarcal.

## Földrajza
A Taktaköz mai arculata még a pleisztocén-holocén időszakban alakult ki, felszínét nagyrészt a víz és a szél formálta. A mérsékelten kontinentális síkság nagyrészt mezőgazdaságilag hasznosított kistáj, melyen három tájtípus különíthető el:
- A Tisza mentének sávjában folyó menti hullámterek öntésföldekkel, liget- és láperdő maradványokkal.
- Területének nagyobb része mentesített ártér, holtmedrekkel, réti öntésföldekkel
- A nagyobb homokfoltok nagy részét pedig kötött homokos síkság jellemzi mozaikosan homokpuszta rétekkel, akác- és nyárerdőkkel, szőlő- és gyümölcskultúrákkal vegyesen.

A Taktaköz nagy része domborzatilag tökéletes síkság, melyet felépítésileg nagyobbrészt alacsony, ármentes síkság, holt medrekkel, kisebb részt pedig alacsony hordalékkúp síkság jellemez.
Területét az akkoriban még gyakran medrét változtató Szerencs-patak, valamint a Tokaji-hegységből lefutó vízfolyások és a délnek tartó Tapoly-Ondava folyók alakították, melyek hordalékukat részben a taktaközi térségben rakták le. Lerakott üledékük vastagsága idővel elérte a 30-150 méter vastagságot is. A lerakott üledék felső része nagyrészt folyóvízi és iszapos homokból állt. E lerakott hordaléktakaróból a felső-pleisztocén idején nagy gyakorisággal fújó főleg északi, északkeleti szelek lassan az egész Taktaközre jellemző északkeleti-délnyugati irányú szélbarázdákat, maradékgerinceket hoztak létre, melyeken a későbbiekben löszös homok-, homokos lösz- és lösztakaró alakult ki. A pleisztocén-holocén határán aztán a Taktaközben megjelenő Tisza, majd a Bodrog jelentősen átformálta a vidék korábbi arculatát, mivel e folyók oldalazó eróziójuk révén szinte az egész futóhomok-felszínt elpusztítva, hatalmas kanyarulatokat hoztak létre. Ennek következtében a Taktaköz arculatára a pleisztocén utolsó szakaszában (a felső-pleisztocénben) a víz volt jellemző, sok elhagyott folyómederrel és a futóhomok foltokon található hosszanti maradékgerincekkel és szélbarázdákkal. E síkság mélyedéseit az áradások idején hosszabb-rövidebb ideig víz borította, aminek többé-kevésbé összefüggő tükréből szigetszerűen kiemelkedő képződmények, sajátos arculatot kölcsönöztek a tájnak. Ezek az árvízmentes futóhomokos, környezetükből 5-10 méterrel is kiemelkedő hordalékkúp-maradványok ma Tiszaladány, Tiszatardos, Csobaj, Taktabáj, Taktakenéz és Prügy községek határaiban találhatók. A környéken megtelepedő lakosság ezek peremein hozta létre állandó településeit, és ezeken indulhatott meg a szántóföldi gazdálkodás is. A kistáj e sajátos jellege évszázadokon át, egészen a 19. század közepéig, a folyószabályozásokig fennmaradt.

## Leírása

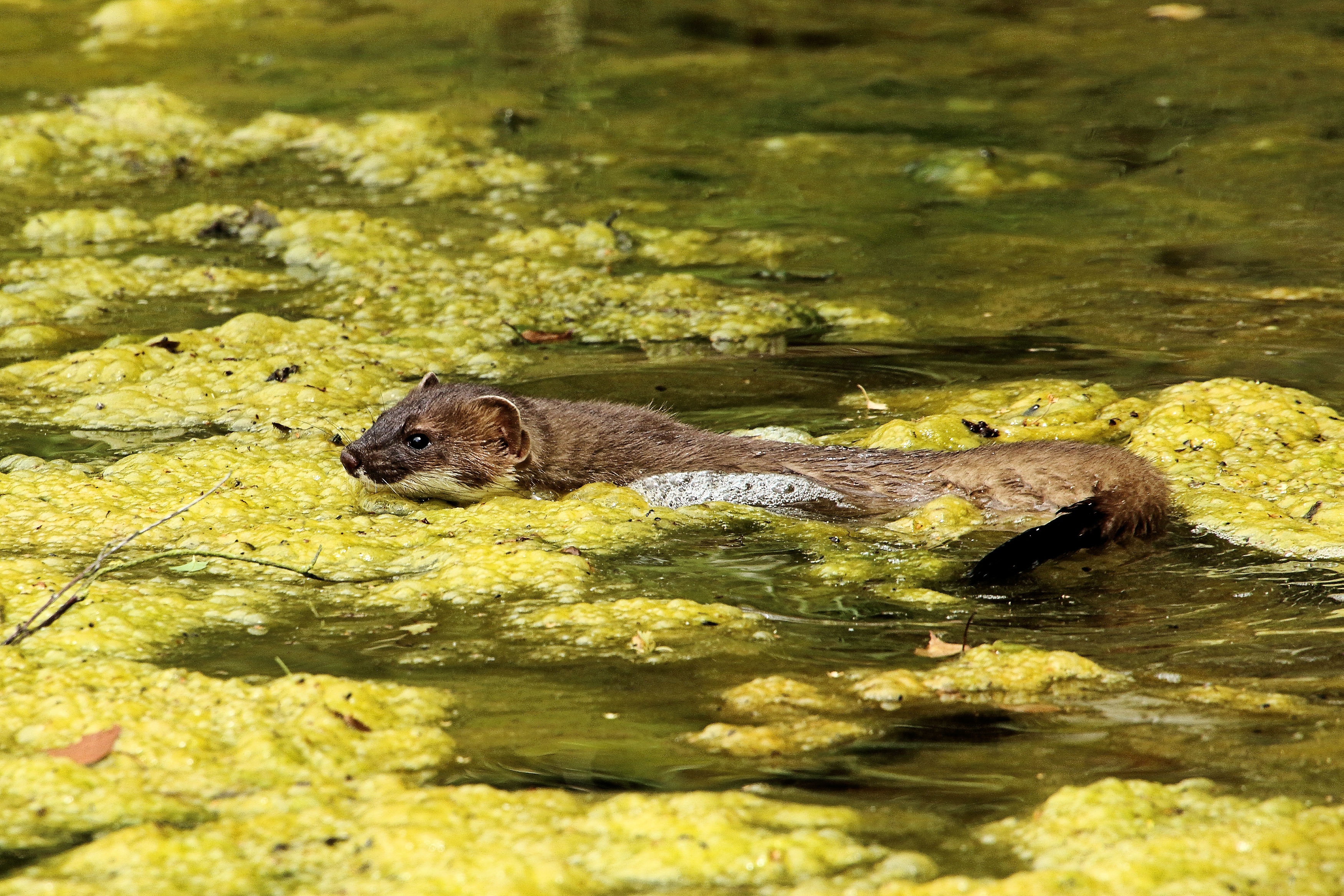
Hermelin (Mustela erminea)

A Takta és a Tisza között elterülő Taktaköz a folyószabályozás előtt a Tisza hajdani árterületének része volt, melyet gyakran elöntött a szabálytalanul kanyargó Takta, a Harangod- és a Szerencs-patak is. A folyómedrek gyakori helyváltoztatásának máig fennmaradt tanúi az úgynevezett morotvák.
A hajdan itt élő emberek elsősorban legeltető állattenyésztéssel, folyami, rekesztő és réti halászattal foglalkoztak. A táj az idők folyamán jelentős mértékben átalakult, de több helyen megőrizte a természetes állapotot is.
A táj, mivel a környéket az ipar viszonylag elkerülte, ma is természetközelinek mondható. Élőhelyeit a Tisza szabályozása előtt gazdag növény- és állatvilág jellemezte, mely azonban mára az intenzív mezőgazdaság hatására részben visszaszorult ugyan, de még így is jelentősnek mondható.
A Taktaköz a Tisza, Bodrog és más kisebb folyók hordalékaiból kialakult síkság, itt-ott kiemelkedő kunhalmokkal. A terület a vízrendezés ellenére máig vizes élőhelyek sokaságát rejti, melyek közül például a Tiszaladány területére eső „Dicse-lapos” a nemzetközi Ramsari egyezmény hatálya alá tartozik, de a területen található mocsarak közül több is törvény általi védettséget élvez.
A vizes területek közé beékelődött, magas természeti értékkel bíró nyílt pusztai gyepek területe a nagyüzemi mezőgazdasági művelés hatására csökkenésnek indult, ami egyúttal az élőhelyek megszűnését is jelentette. Mára a Taktaközt túlnyomóan a szántóföldi területhasználat jellemzi, ami a vizek és a talaj mezőgazdasági eredetű elszennyeződésének veszélyét rejti.

## Növényvilága

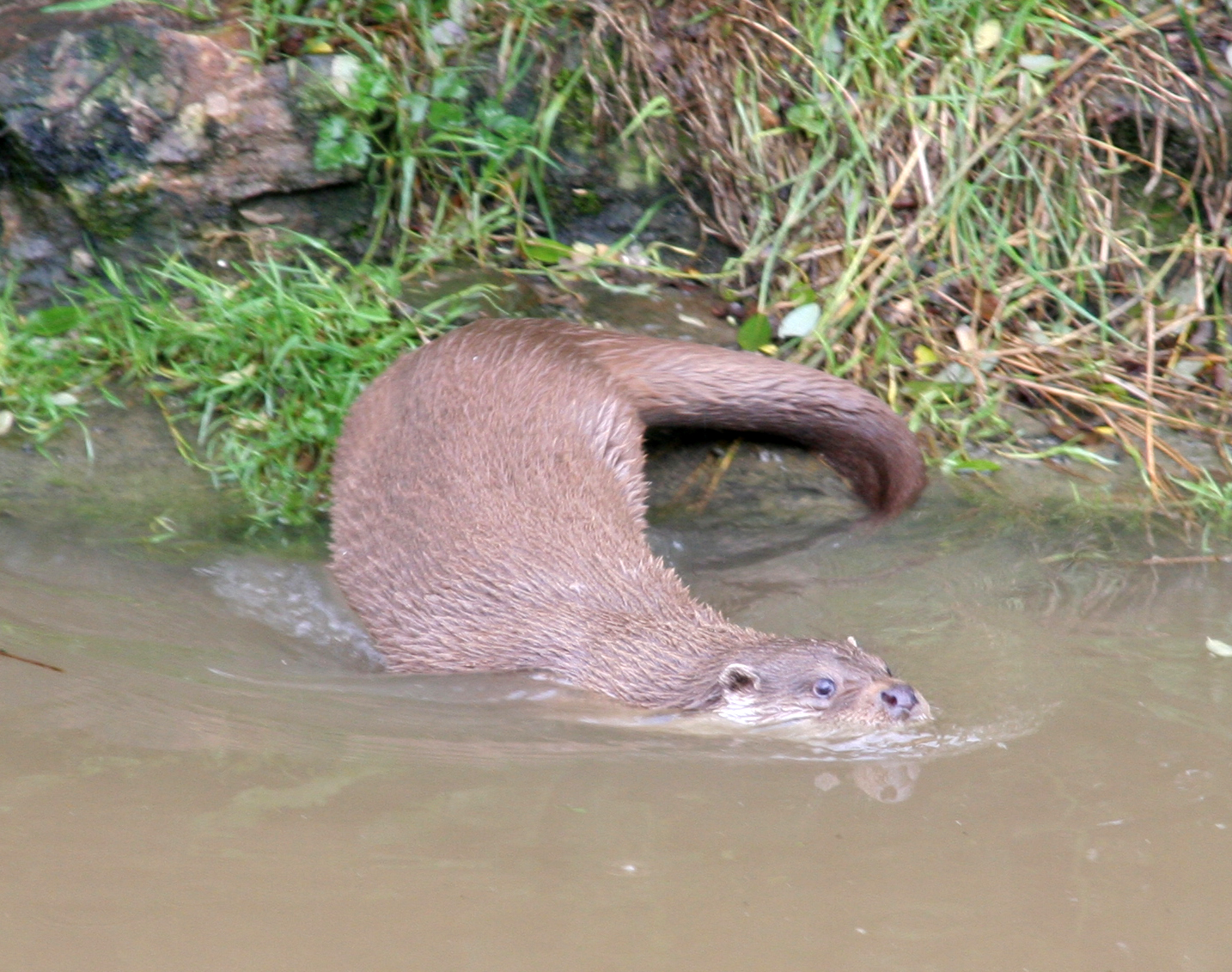
Európai vidra (Lutra lutra)

A Taktaköz keményfa-ligeterdei máig őriznek olyan fajokat, melyek még a bükk-kor hűvös klímája idején vándoroltak le a hegyvidékről az alföldi erdőkbe, és melyek ma már csak reliktumfoltokban képesek a fennmaradásra. Ezek közé a reliktumfajok közé tartozik a madárfészekpáfrány, hölgypáfrány, erdei sás, keleti kontyvirág, csalánlevelű harangvirág, erdei tisztesfű. A keményfaligetek különleges vizes élőhelyein olyan ritka fajok is megjelennek, mint a vizes élőhelyeket kedvelő gyilkos csomorika, a tőzegpáfrány, a szálkás pajzsika és a villás sás.
A terület vizes élőhelyeinek ugyancsak nagyon jellemző társulása az ártéri kaszálórét, amelyek rendszeres kaszálása az ott előforduló védett növények megőrzése miatt vált szükségessé.

## Állatvilága

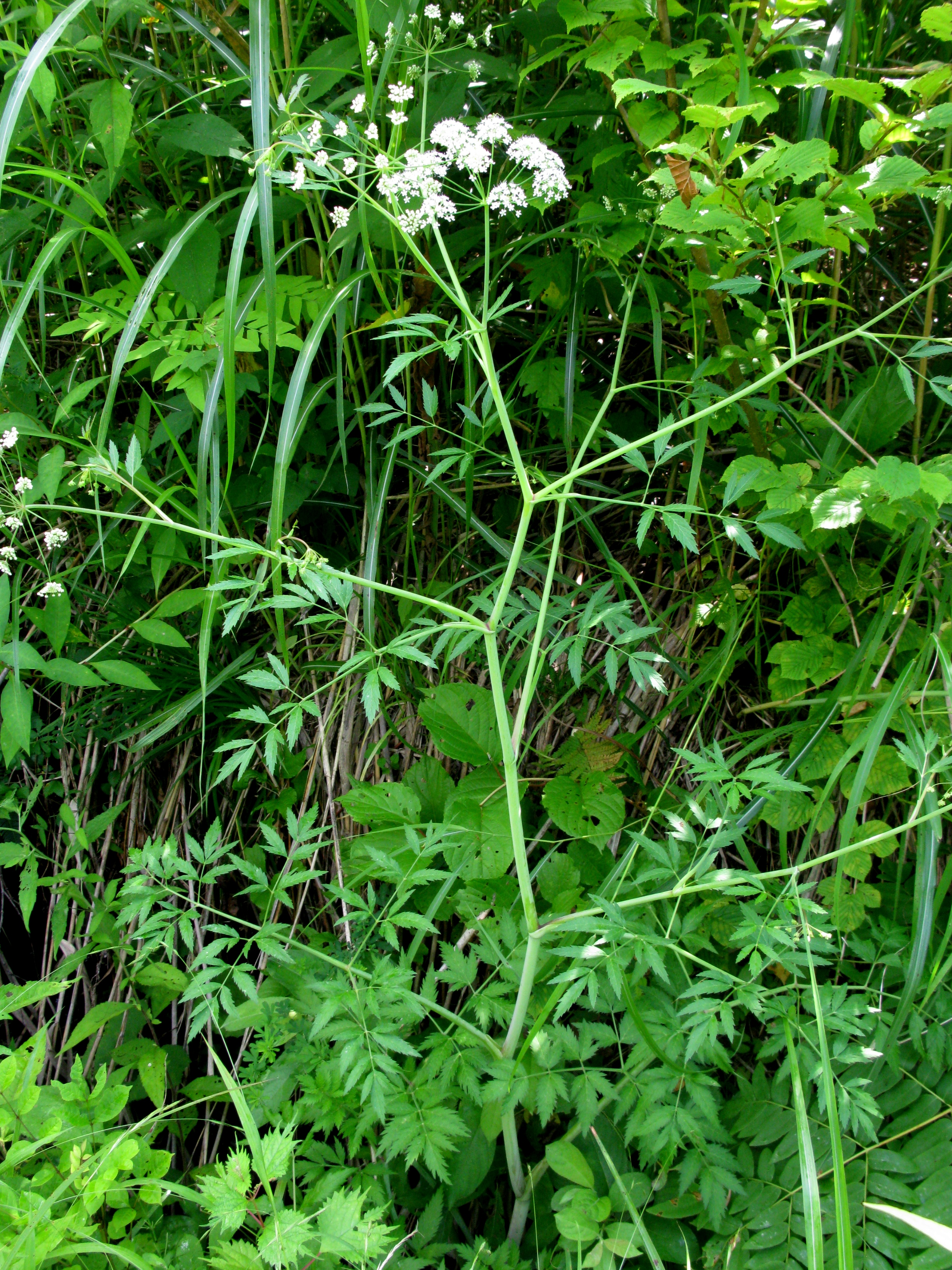
Gyilkos csomorika(Cicuta virosa)

A Taktaköz vizes élőhelyei az ország legjelentősebb gémállományának fészkelőhelyei, melyek közül csak a nagy kócsag és kanalasgém együttes állománya az 500 egyedet is meghaladja, de költ itt a fokozottan védett cigányréce is.
A Taktaköz táplálékban gazdag területeit a közelben található Zempléni-hegység természetvédelmi értékét képező, ott költő, fokozottan védett, ritka ragadozó madarak, és a zárt erdők mélyét kedvelő fekete gólyák is gyakran keresik fel, különösen fiókáik nevelése idején.
A területen található kiemelkedő számú kétéltűek mellett említést érdemel a füves helyeket és a mocsarak szegélyzónáit kedvelő hermelin- és a fokozottan védett vidraállomány is.

## Galéria

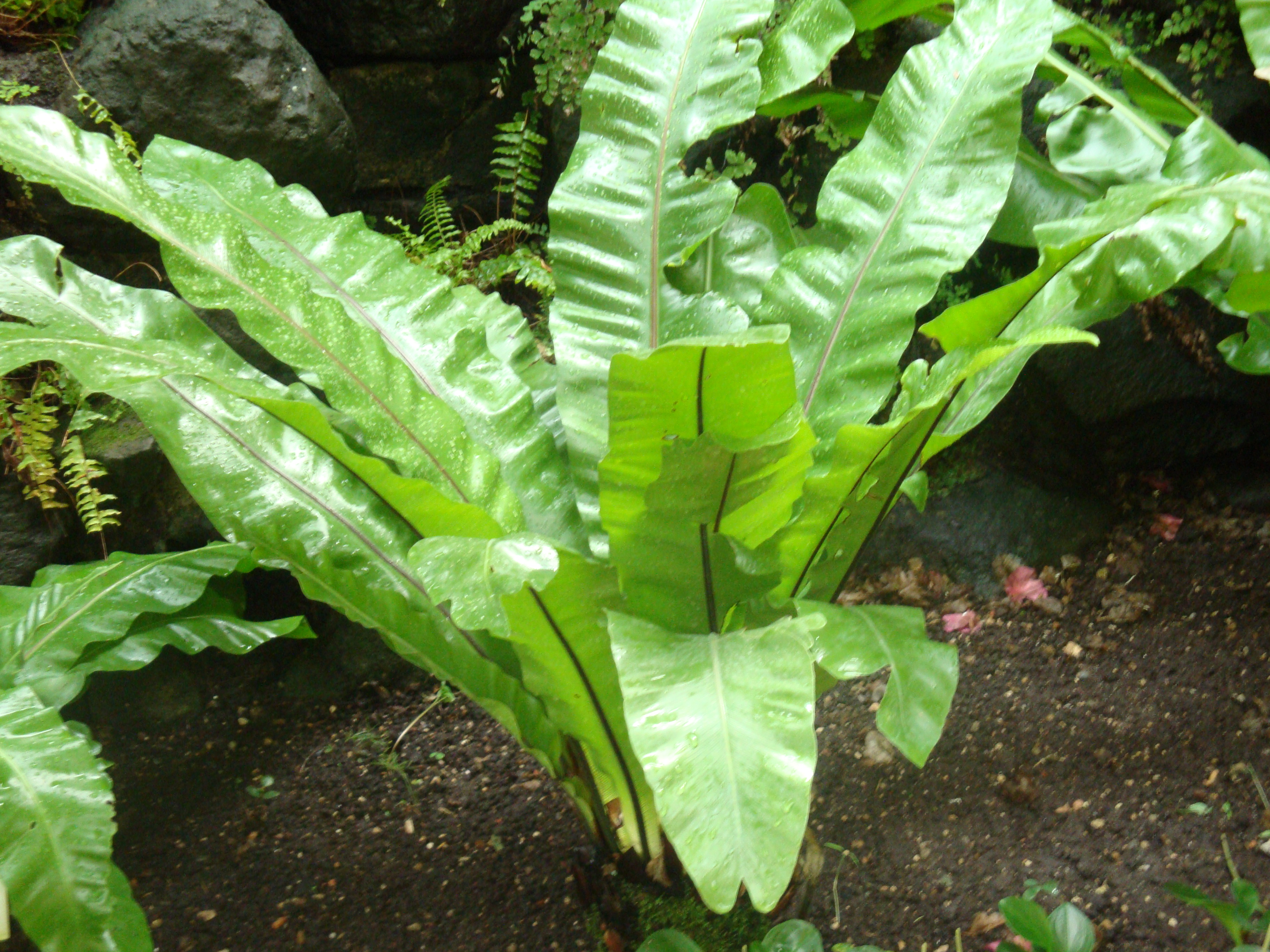
Madárfészek páfrány (Asplenium nidus)
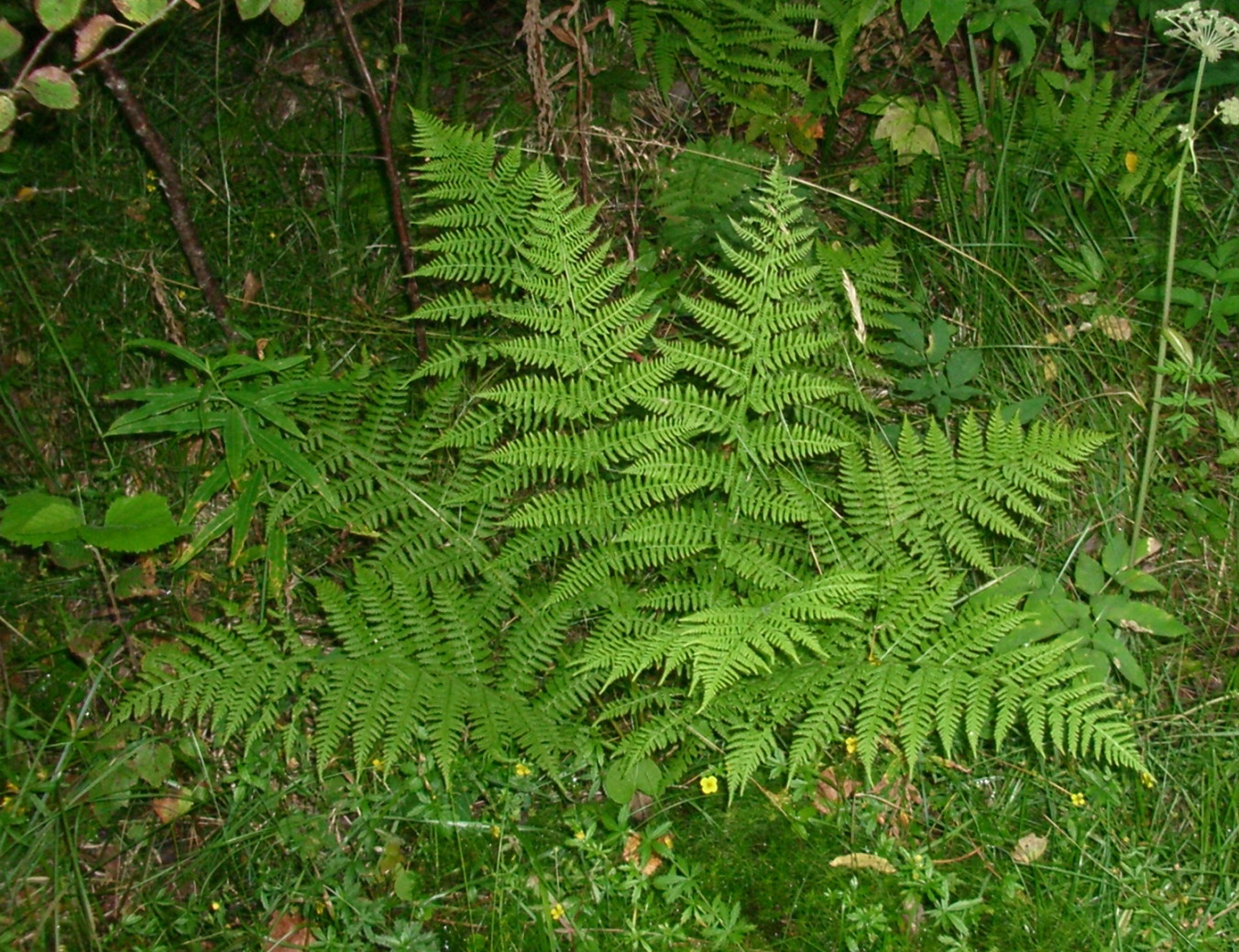
Hölgypáfrány (Athyrium filix-femina)
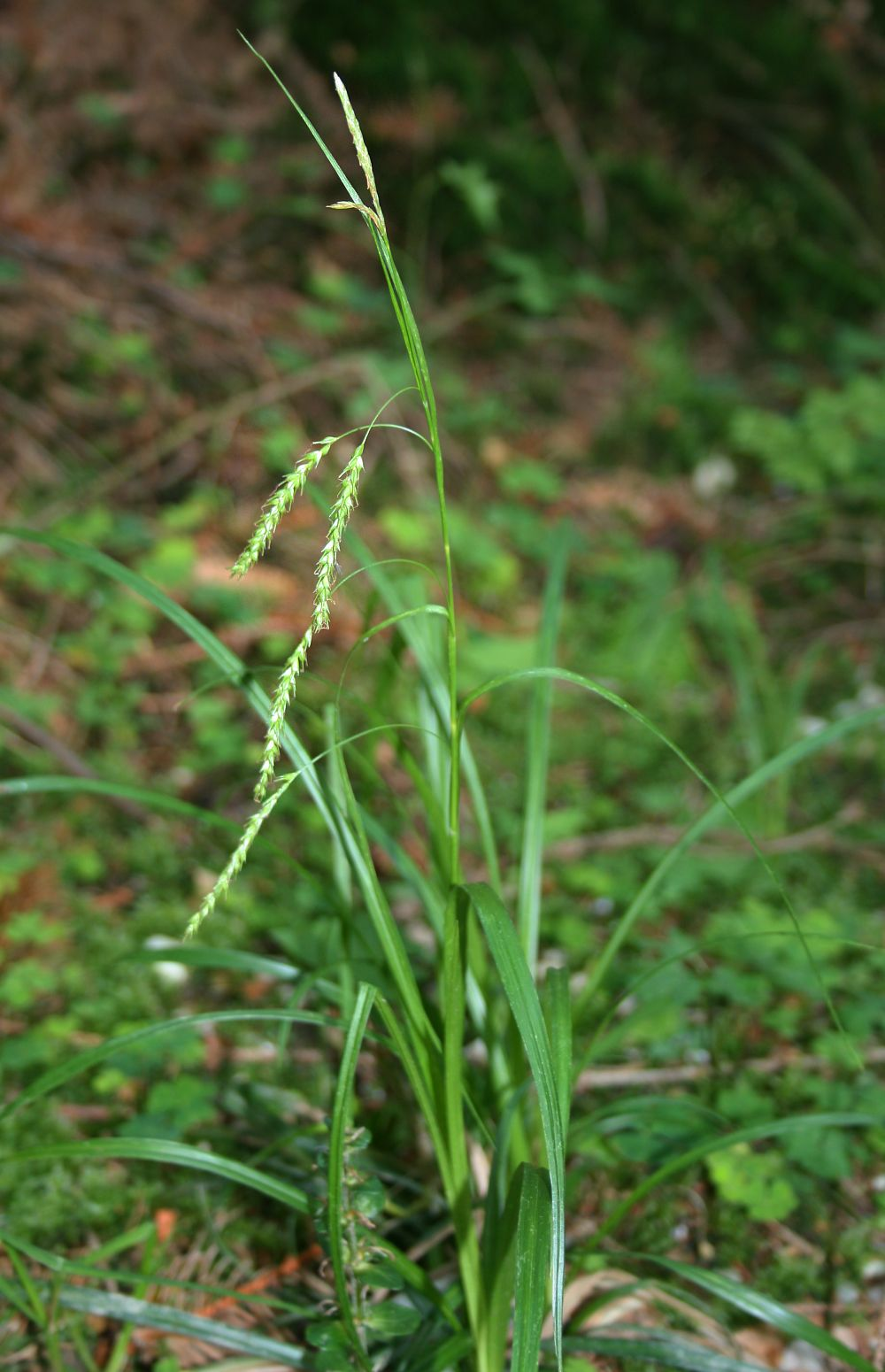
Erdei sás (Carex sylvatica)
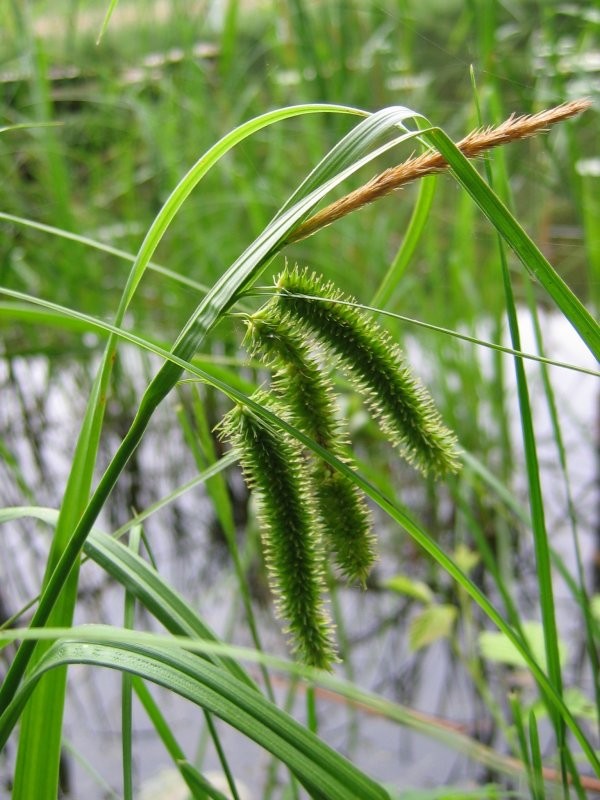
Villás sás (Carex pseudocyperus)
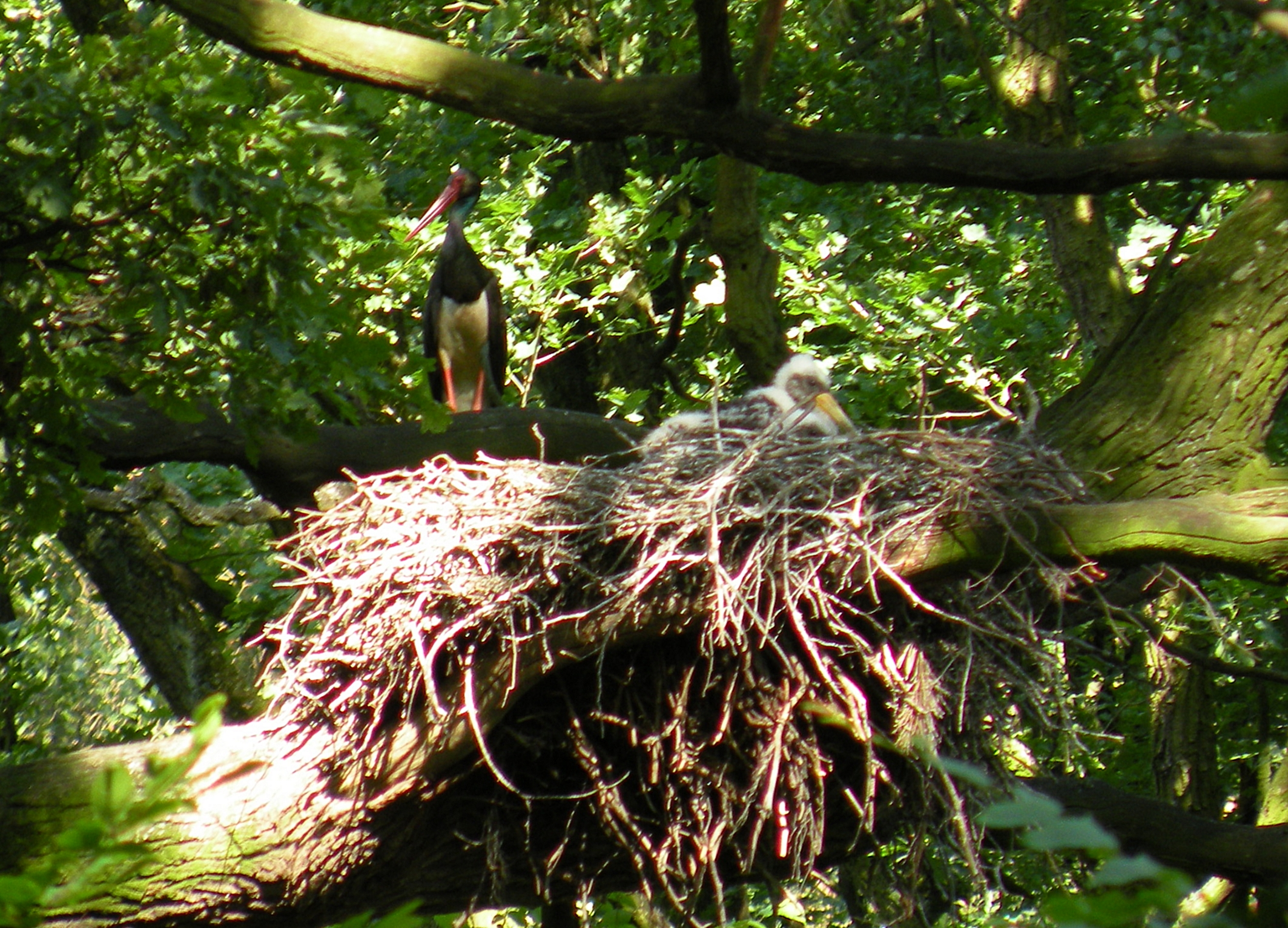
Feketególya (Ciconia nigra) a fészkében
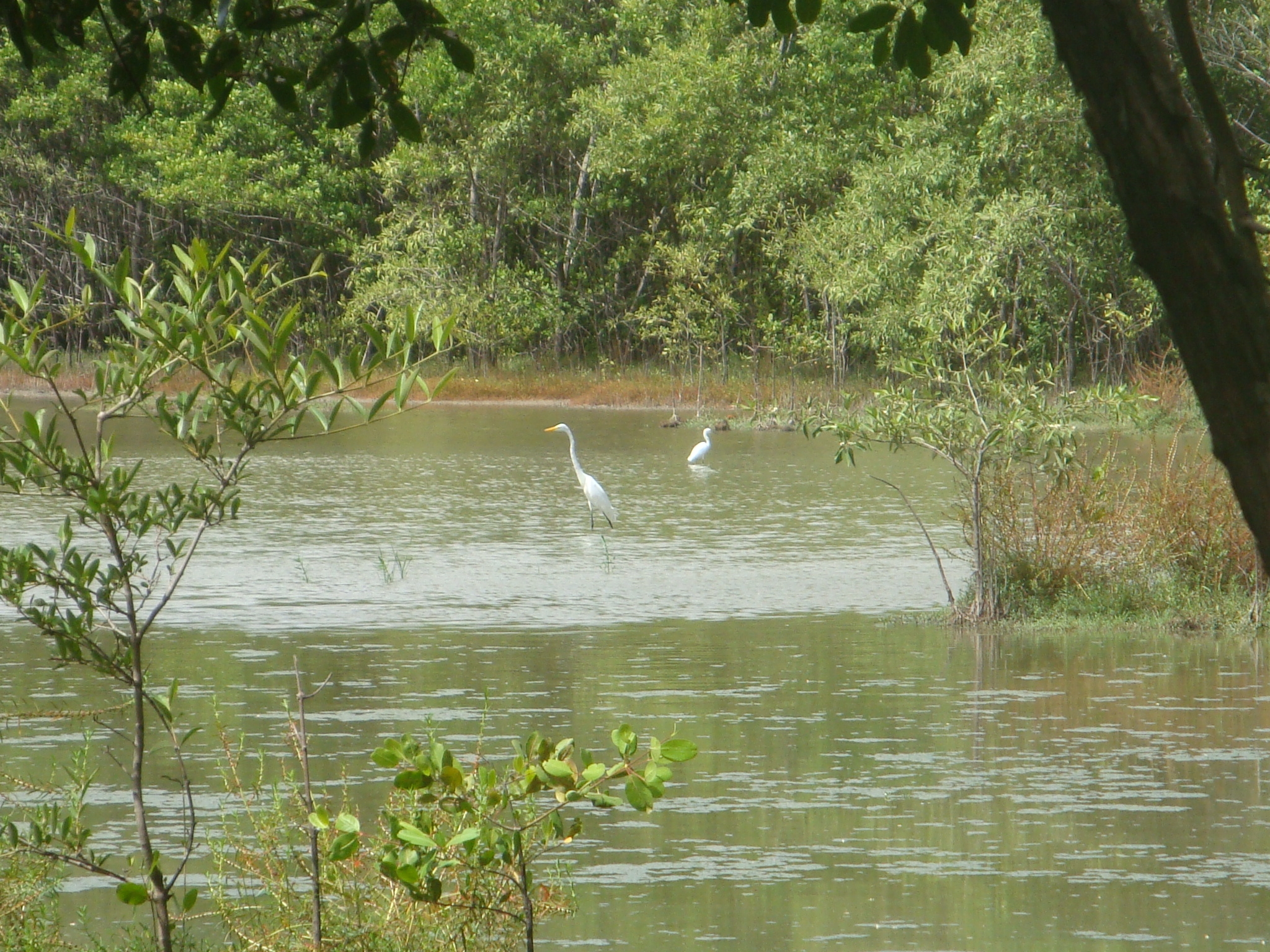
Nagykócsagok (Ardea alba)
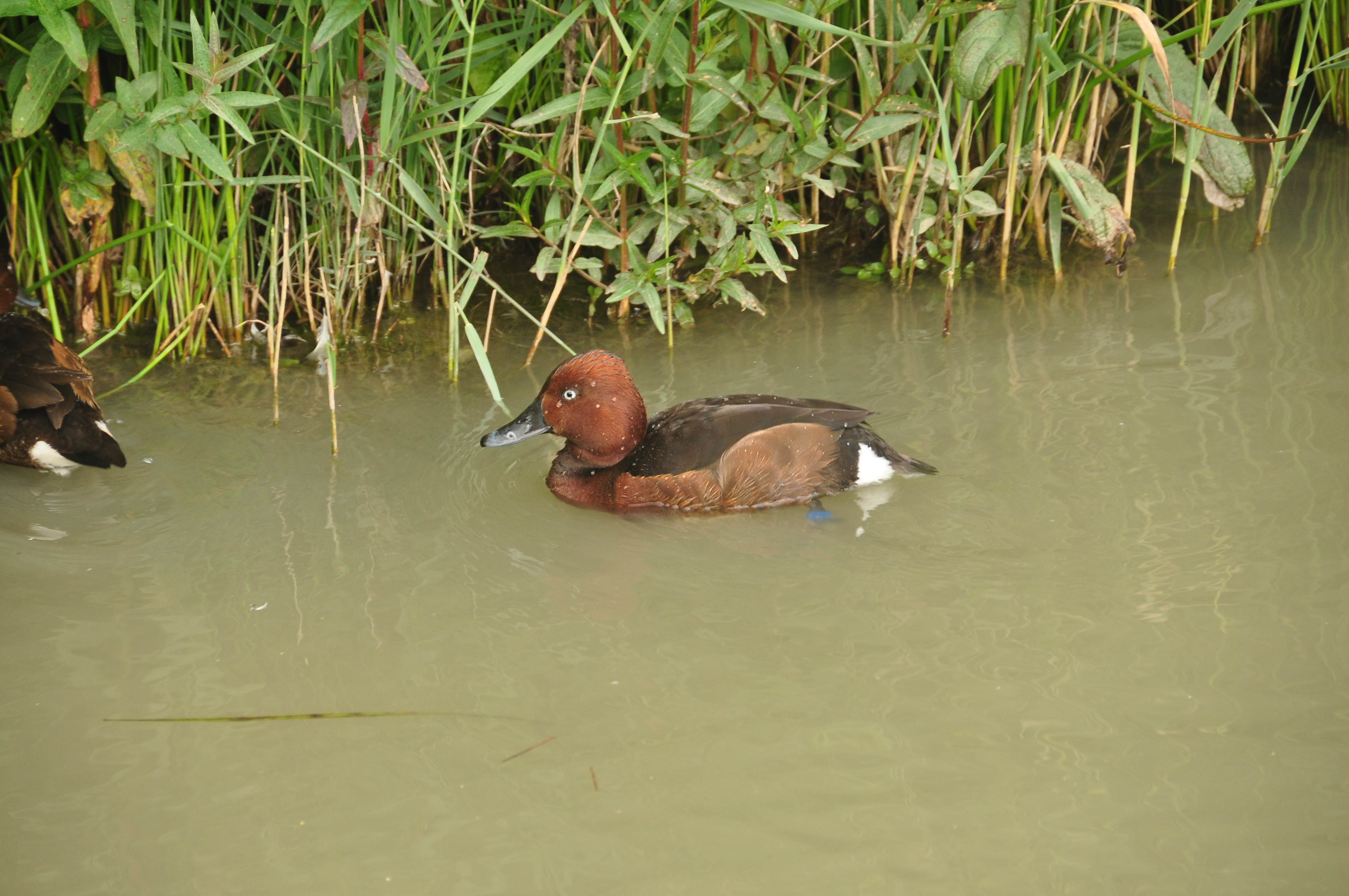
Cigányréce (Aythya nyroca)